# ماكس والكر
ماكس والكر (بالإنجليزية: Max Walker)‏ (و. 1986 – م) هو ممثل، من كندا، ولد في مونتريال.

## وصلات خارجية
- ماكس والكر على موقع IMDb (الإنجليزية)
- ماكس والكر على موقع ألو سيني (الفرنسية)
- ماكس والكر على موقع أول موفي (الإنجليزية)
- ماكس والكر على موقع قاعدة بيانات الفيلم (الإنجليزية)
- ماكس والكر على موقع كينوبويسك (الروسية)